# Princess Princess D
Princess Princess D (プリンセス·プリンセスD Purinsesu Purinsesu D?) es una serie de drama japonesa, transmitida por la televisiva TV Asahi desde el 28 de junio hasta el 24 de septiembre de 2006. La serie se centra en tres estudiantes de una escuela secundaria involucrados en lo que se conoce como el "sistema de princesas", en el cual deben vestirse con ropa femenina y animar a los estudiantes con el único objetivo de amenizar el ambiente atestado de presencias masculinas en la escuela. Se basa vagamente en el manga Princess Princess de Mikiyo Tsuda.

## Argumento
La Academia Fujimori es una escuela de élite solo para hombres con un sistema bastante peculiar; cada año, son escogidos tres estudiantes de primer año para convertirse en una "Princesa" (姫 Hime?), en una especie de tradición para amenizar el ambiente atestado de presencias masculinas. El trabajo de las "princesas", básicamente consiste en animar a los estudiantes y alegrarlos con una presencia femenina.
Mikoto Yutaka es uno de los estudiantes elegidos para el puesto de princesa, junto con Yūjirō Shihōdani y Tōru Kōno. Inicialmente mostrándose reacio y reticente con esto, Mikoto es finalmente convencido por Yūjirō y Tōru para aceptar el papel de princesa. Mientras Mikoto acepta a regañadientes su nuevo puesto, el misterioso Otoya Hanazono es trasladado a la escuela. Insatisfecho con los esfuerzos de las princesas, acusa al consejo estudiantil de ser negligente con los deseos de los estudiantes y decide crear su propio equipo de princesas (Dark Princesses) para competir con las princesas actuales, a la vez que se nomina a sí mismo como candidato para presidente del nuevo consejo estudiantil de la escuela.
Mikoto queda atrapado en la lucha por poder entre Otoya y el actual consejo estudiantil, sin saber qué lado debe defender. También debe lidiar con sus sentimientos conflictivos hacia Otoya, y en cómo esto afecta tanto su amistad con Yūjirō y Tōru como su lealtad al sistema de princesas. En medio de este proceso, llega a comprender el verdadero significado de ser una princesa y finalmente aprende a apreciar su papel, poniendo su orgullo como hombre a un lado en favor del orgullo de las princesas.

## Reparto
- Kenta Kamakari como Mikoto Yutaka[2]
- Rei Fujita como Yūjirō Shihōdani
- Takeru Satō como Tōru Kōno
- Yūichi Nakamura como Otoya Hanazono
- Kento Shibuya como Kurō Minamoto
- Kazuma como Ranta Mori
- Takumi Saitō como Shūya Arisada
- Osamu Adachi como Akira Sakamoto
- Hideo Ishiguro como Haruka Kujōin
- Shōta Minami como Masayuki Koshino
- Haruhiko Satō como Wataru Harue
- Hiroshi Yoshihara como Takahiro Tadasu
- Kōhei Yamamoto como Kaoru Natashō

## Adaptación
La serie difiere en muchos aspectos de sus homólogos de manga y anime, siendo los cambios más significativos el personaje principal y la incorporación de las Dark Princesses. Tanto en las versiones de manga como anime, Tōru es el protagonista, mientras que la serie se centra en Mikoto. Las Dark Princesses fueron personajes creados por la autora del manga exclusivamente para esta versión dramática. El drama también excluye a todos los personajes femeninos, incluyendo a la novia de Mikoto, Megumi. Está relación fue cambiada por una shōnen-ai, centrándose en la pareja formada por Mikoto y Otoya.

## Episodios
| #  | Título | Estreno                  |
| -- | --- | ------------------------ |
| 1  | «Convertirse en una princesa espléndida» «Hime no Kareinaru Ichinichi» (姫君の華麗なる一日)                                                                           | 28 de junio de 2006      |
| 2  | «¡Estudiante de intercambio misterioso!» «Nerawareta Gakuen - Nazo no Tenkōsei!» (ねらわれた学園·謎の転校生!)                                                         | 5 de julio de 2006       |
| 3  | «¡Shock! ¡Princesas oscuras!» «Shōgeki! Burakku Purinsesu!» (衝撃!プラック·プリンセス!)                                                                               | 12 de julio de 2006      |
| 4  | «¡Guerra sin honor! ¡El consejo estudiantil vs. El nuevo consejo estudiantil!» «Jingi naki Tatakai! Seitokai vs. Shinseitokai"» (仁義なき戦い!生徒会VS新生徒会)       | 19 de julio de 2006      |
| 5  | «¡¿De repente más cercanos?! La larga noche en la sala secreta» «Kyūsekkin!? Misshitsu no Nagai Yoru» (急接近!?密室の長い夜)                                          | 26 de julio de 2006      |
| 6  | «¡¿La separación de las princesas?! ~Temporada de desacuerdo~» «Hime Bunretsu!? ~Surechigai no Kisetsu~» (姫分裂!?〜すれ違いの季節〜)                                 | 9 de agosto de 2006      |
| 7  | «¡Regreso urgente! ¡El mejor hombre de apoyo, Haruka Kujōin, llega!» «Kinkyū Kikoku! Saikyō no Suketto Kujōin Haruka Tōjō!» (緊急帰国!最凶の助っ人·九条院ハルカ登場!) | 16 de agosto de 2006     |
| 8  | «¡Batalla decisiva! ¡Guerras de elecciones!» «Kessen! Senkyo Wōzu!» (決戦!選挙ウォーズ!)                                                                              | 24 de agosto de 2006     |
| 9  | «Resistencia ~Canción de contraataque~» «Rejisutansu ~Hangeki no Uta~» (レジスタンス〜反撃の詩〜)                                                                     | 6 de septiembre de 2006  |
| 10 | «¡¿Gran final?! La feria del festival escolar en vivo» «Daidanen!? Honō no Gakuensai LIVE!» (大団円!? 炎の学園祭LIVE!)                                                | 13 de septiembre de 2006 |